# 水野南北
水野 南北（みずの なんぼく、宝暦10年（1760年）ごろ－天保5年（1834年））は、江戸時代後期の観相家。当時、日本一の観相家といわれ、現代においてもその著書で観相を学ぶ者は多い。また「節食開運説」の提唱者でもある。

## 生涯
水野南北は、大坂阿波座（大阪市西区）生まれ。正確な生年、両親の姓名や出自などは一切不明。鍵鍛冶であったことから「鍵屋熊太郎」と呼ばれていたらしいが、実際は無職無頼であったと自ら述べている。のちにその悪行を諫めた真言宗僧侶の海常から観相術を伝授され、以後その道に入る。やがて乞われて相法書を出版し、実力、人気ともに当時随一の観相家となった。
このように観相家として大成した水野南北だが、２０代からの多くの観相の経験から、節食が寿命を延ばしさらには運勢を改善することを確信するに至り、４０代の後半からは観相を止め、その節食開運説を『相法脩身録』などとして出版した。
５０代以降は住まいを京に定め、節食開運説の普及に専念した。その節食開運説に強い影響を受けた者の一人が、直接の門人であった井上正鉄である。

## 著書
- 『南北相法』正萹後篇全十巻（山城屋佐兵衛ほか、1788年）
- 『南北相法極意抜粋』また題簽によっては『南北相法脩身録』全一巻（水野南北蔵版、1812年）
- 『相法脩身録』全四巻（扇子屋利助ほか、1813年）
- 『南北相法極意修身録』(『相法脩身録』活字版。人間医学社、1952年)
- 『現代訳南北相法－天保書院蔵』（自然社、1989年）
- 『修身録』(『相法脩身録』活字版。土曜社、2022年)

## 参考図書
- 佐藤六龍『人相の正しい見方』（金園社、1957年）
- 神坂次郎　小説『だまってすわれば－観相師・水野南北一代』（新潮社、1988年）
- 牧野正恭・田中一郎『浪速の相聖－水野南北とその思想』（大阪春秋社、1988年）
- 『新修－南北相法・修身録』（現代語訳。東洋書院、2009年）
- 若井朝彦『江戸時代の小食主義－水野南北『修身録』を読み解く』（花伝社、2018年）
- ちゃぐりん2019年8月号「いのちの歴史－水野南北」（家の光協会、2019年）
- 女性セブン2020年9月10日号「江戸の人が実践した少食開運論」（小学館、2020年）
- 若井朝彦『江戸の少食思想に学ぶ－水野南北『修身録』解題』（小学館、2024年）